# Vòng loại Giải vô địch bóng đá thế giới 1962 – Khu vực Bắc, Trung Mỹ và Caribe
Vòng loại khu vực Bắc, Trung Mỹ và Caribe cho Giải vô địch bóng đá thế giới 1962 đóng vai trò là vòng sơ loại cho giải đấu diễn ra tại Chile, dành cho các đội tuyển quốc gia là thành viên của Liên đoàn bóng đá Trung Mỹ và Caribe (CCCF) và Liên đoàn bóng đá Bắc Mỹ (NAFC). Có bảy đội tuyển tham gia vòng loại này để tranh một suất đá play-off liên lục địa với một đội của CONMEBOL (Nam Mỹ).

## Thể thức thi đấu
Vòng loại bao gồm 2 vòng sau đây:
- Vòng 1: Bảy đội được chia thành 3 bảng (1 bảng có 3 đội và 2 bảng còn lại mỗi bảng có 2 đội) thi đấu theo thể thức vòng tròn sân nhà – sân khách. Đội đứng đầu mỗi bảng giành quyền vào vòng 2.
- Vòng 2: Ba đội vượt qua vòng 1 tiếp tục thi đấu vòng tròn sân nhà – sân khách trong một bảng đấu duy nhất. Đội đứng đầu bảng này sẽ giành quyền tham dự trận play-off liên lục địa CCCF/NAFC – CONMEBOL.

## Đội tuyển tham dự
Tám đội tuyển quốc gia từ khu vực này ban đầu đăng ký tham gia vòng loại, tuy nhiên Canada sau đó đã rút lui.
Lưu ý: Các đội in đậm đã lọt vào vòng play-off liên lục địa.
| Khu vực                                     | Tham dự                                                               | Rút lui  |
| ------------------------------------------- | --------------------------------------------------------------------- | -------- |
| Liên đoàn bóng đá Bắc Mỹ (NAFC)             | - México - Hoa Kỳ                                                     | - Canada |
| Liên đoàn bóng đá Trung Mỹ và Caribe (CCCF) | - Costa Rica - Guatemala - Honduras - Antille thuộc Hà Lan - Suriname |          |

## Vòng 1

### Bảng 1
| VT | Đội    | ST | T | H | B | BT | BB | HS | Đ | Giành quyền tham dự    |  |     |     |
| -- | ------ | -- | - | - | - | -- | -- | -- | - | ---------------------- |  | --- | --- |
| 1  | México | 2  | 1 | 1 | 0 | 6  | 3  | +3 | 3 | Giành quyền vào vòng 2 |  | —   | 3–0 |
| 2  | Hoa Kỳ | 2  | 0 | 1 | 1 | 3  | 6  | −3 | 1 |                        |  | 3–3 | —   |

| Hoa Kỳ                                        | 3–3      | México                      |
| --------------------------------------------- | -------- | --------------------------- |
| Bicek 31' (ph.đ.) · Fister 58' · Zerhusen 84' | Chi tiết | Mercado 8' · Reyes 17', 21' |

| México                            | 3–0      | Hoa Kỳ |
| --------------------------------- | -------- | ------ |
| Mercado 5' · Reyes 35' · Díaz 38' | Chi tiết |        |

### Bảng 2
| VT | Đội        | ST | T | H | B | BT | BB | HS | Đ | Giành quyền tham dự    |     |     |     |     |
| -- | ---------- | -- | - | - | - | -- | -- | -- | - | ---------------------- | --- | --- | --- | --- |
| 1  | Costa Rica | 4  | 2 | 1 | 1 | 13 | 8  | +5 | 5 | Giành quyền vào vòng 2 |     | —   | 5–0 | 3–2 |
| 2  | Honduras   | 4  | 2 | 1 | 1 | 5  | 7  | −2 | 5 |                        |     | 2–1 | —   | 1–1 |
| 3  | Guatemala  | 4  | 0 | 2 | 2 | 7  | 10 | −3 | 2 |                        | 4–4 | 0–2 | —   |     |

1. 1 2  Vì Costa Rica và Honduras kết thúc với cùng số điểm, nên một trận play-off trên sân trung lập đã được tổ chức để quyết định đội đứng đầu bảng. Costa Rica giành chiến thắng 1–0 trong trận đấu này để giành ngôi nhất bảng.

| Costa Rica                 | 3–2      | Guatemala                 |
| -------------------------- | -------- | ------------------------- |
| Rojas 28' · Ulloa 52', 58' | Chi tiết | Espinoza 1' · Masella 35' |

| Guatemala                          | 4–4      | Costa Rica                        |
| ---------------------------------- | -------- | --------------------------------- |
| López 13', 49', 79' · Espinoza 63' | Chi tiết | Jiménez 18', 57' · Ulloa 35', 81' |

| Honduras              | 2–1      | Costa Rica    |
| --------------------- | -------- | ------------- |
| Suazo 10' · Leaky 21' | Chi tiết | Rodríguez 46' |

| Costa Rica                                                 | 5–0      | Honduras |
| ---------------------------------------------------------- | -------- | -------- |
| Jiménez 31', 34' · Ulloa 42' · Rodríguez 69' · Pearson 85' | Chi tiết |          |

| Honduras  | 1–1      | Guatemala |
| --------- | -------- | --------- |
| Suazo 59' | Chi tiết | López 28' |

| Guatemala | 0–2 Awarded | Honduras |
| --------- | ----------- | -------- |
|           | Chi tiết    |          |

#### Play-off
Costa Rica và Honduras kết thúc với cùng số điểm, vì vậy một trận play-off trên sân trung lập đã được tổ chức để quyết định đội nào sẽ vào vòng hai.
| Costa Rica    | 1–0      | Honduras |
| ------------- | -------- | -------- |
| Rodríguez 29' | Chi tiết |          |

### Bảng 3
| VT | Đội                  | ST | T | H | B | BT | BB | HS | Đ | Giành quyền tham dự    |  |     |     |
| -- | -------------------- | -- | - | - | - | -- | -- | -- | - | ---------------------- |  | --- | --- |
| 1  | Antille thuộc Hà Lan | 2  | 1 | 1 | 0 | 2  | 1  | +1 | 3 | Giành quyền vào vòng 2 |  | —   | 0–0 |
| 2  | Suriname             | 2  | 0 | 1 | 1 | 1  | 2  | −1 | 1 |                        |  | 1–2 | —   |

| Suriname      | 1–2      | Antille thuộc Hà Lan |
| ------------- | -------- | -------------------- |
| Foe a Man 45' | Chi tiết | Dirksz 21', 45'      |

| Antille thuộc Hà Lan | 0–0      | Suriname |
| -------------------- | -------- | -------- |
|                      | Chi tiết |          |

## Vòng 2
| VT | Đội                  | ST | T | H | B | BT | BB | HS  | Đ | Giành quyền tham dự                              |     |     |     |     |
| -- | -------------------- | -- | - | - | - | -- | -- | --- | - | ------------------------------------------------ | --- | --- | --- | --- |
| 1  | México               | 4  | 2 | 1 | 1 | 11 | 2  | +9  | 5 | Giành quyền vào vòng play-off CCCF/NAFC–CONMEBOL |     | —   | 4–1 | 7–0 |
| 2  | Costa Rica           | 4  | 2 | 0 | 2 | 8  | 6  | +2  | 4 |                                                  |     | 1–0 | —   | 6–0 |
| 3  | Antille thuộc Hà Lan | 4  | 1 | 1 | 2 | 2  | 13 | −11 | 3 |                                                  | 0–0 | 2–0 | —   |     |

| Costa Rica | 1–0      | México |
| ---------- | -------- | ------ |
| Goban 51'  | Chi tiết |        |

| Costa Rica                                                           | 6–0      | Antille thuộc Hà Lan |
| -------------------------------------------------------------------- | -------- | -------------------- |
| Ulloa 12' · Quesada 28', 89' · Rojas 33' · Rodríguez 42' · Monge 50' | Chi tiết |                      |

| México                                                    | 7–0      | Antille thuộc Hà Lan |
| --------------------------------------------------------- | -------- | -------------------- |
| Flores 28', 52', 64' · Reyes 45', 75' · González 65', 80' | Chi tiết |                      |

| México                                                  | 4–1      | Costa Rica |
| ------------------------------------------------------- | -------- | ---------- |
| Flores 11' · Cárdenas 31' · Gutiérrez 77' · Mercado 87' | Chi tiết | Grant 54'  |

| Antille thuộc Hà Lan | 2–0      | Costa Rica |
| -------------------- | -------- | ---------- |
| Loran 30', 34'       | Chi tiết |            |

| Antille thuộc Hà Lan | 0–0      | México |
| -------------------- | -------- | ------ |
|                      | Chi tiết |        |

## Play-off liên lục địa
| Đội 1  | TTS | Đội 2    | Lượt đi | Lượt về |
| ------ | --- | -------- | ------- | ------- |
| México | 1–0 | Paraguay | 1–0     | 0–0     |

Mexico thắng với tổng tỷ số 1–0 và giành quyền tham dự Giải vô địch bóng đá thế giới 1962.

## Cầu thủ ghi bàn
Đội tuyển sau đến từ CONCACAF vượt qua vòng loại tham dự Giải vô địch bóng đá thế giới 1962.
| Đội tuyển | Tư cách vượt qua vòng loại                   | Ngày vượt qua vòng loại | Số lần tham dự FIFA World Cup trước đây |
| --------- | -------------------------------------------- | ----------------------- | --------------------------------------- |
| México    | Chiến thắng trận play-off CCCF/NAFC–CONMEBOL | 5 tháng 11 năm 1961     | 4 (1930, 1950, 1954, 1958)              |

Đã có 57 bàn thắng ghi được trong 16 trận đấu, trung bình 3.56 bàn thắng mỗi trận đấu. The inter-confederation play-offs are not included in this count.
6 bàn thắng
- Juan Ulloa

5 bàn thắng
- Salvador Reyes Monteón

4 bàn thắng
- Rubén Jiménez
- Marvin Rodríguez
- Pinula Contreras
- Francisco Flores

3 bàn thắng
- Sigfrido Mercado

2 bàn thắng
- Manrique Quesada
- Augusto Espinoza
- Carlos Humberto Suazo
- Eduardo González Palmer
- Eduvigis Rudolfo Dirksz
- Edwin Miliano Loran

1 bàn thắng
- Carlos Vivo Goban
- Álvaro Grant
- Jorge Monge
- Walter Pearson
- Francisco Rojas
- Rigoberto Rojas
- Fred Masella
- Ronald Leaky
- Raúl Cárdenas
- Isidoro Díaz
- Crescencio Gutiérrez
- August Foe a Man
- Helmut Bicek
- Carl Fister
- Al Zerhusen